# جوديا حصار بنسليمان
جوديا حصار بن سليمان (ولدت عام 1943، توفيت في 22 مايو 2018) كانت عالمة آثار مغربية متخصصة في علم الآثار والتاريخ والعمارة الإسلامية. كانت واحدة من أولى الخبيرات المغربيات في علم الآثار، وقدمت مساهمات مهمة في تطوير البحث الأثري في المغرب، على مدار مسيرتها المهنية التي استمرت 30 عامًا. تعتبر بشكل عام واحدة من أهم الشخصيات في علم الآثار بالمغرب.

## سيرتها الشخصية
ولدت جوديا حصار في عام 1943 لعائلة سلاوية عريقة.
حصلت على درجة الدكتوراه من جامعة السوربون باريس الرابعة.
وكانت متزوجة من ضابط الدرك المغربي والمسؤول الرياضي حسني بنسليمان.

## سيرتها المهنية
انضمت جوديا حصار بنسليمان إلى وزارة الثقافة المغربية في عام 1972، وتم إلحاقها بالمتحف الأثري بالرباط. وفي غضون عام، أصبحت مديرة له، فضلاً عن كونها رئيسة مديرية الآثار داخل الوزارة. شاركت في أعمال التنقيب التي ركزت بشكل خاص على الآثار الإسلامية. كانت أولى حفرياتها في موقع الما قبل حضري في بليونش، بالقرب من سبتة. ثم شاركت في الحفريات في أول مقبرة أسرية للمرينيين، في تفرتاست، والتي كانت أول من حدد موقعها في منطقة الغرب. شاركت في الحفريات في مسجد تينمل وأماكن أخرى. أصبح كتابها "Le passé de la ville de Salé dans tous ses états: histoire, Archéologie, archives" ("ماضي سلا في جميع حالاته: التاريخ، وعلم الآثار، والأرشيف")، مرجعا في مجال خبرتها.
كما لعبت دورًا فعالًا في تأسيس المعهد الوطني لعلوم الآثار والتراث (INSAP)،  وأصبحت أول مديرة له. ويشمل دور المعهد تعليم وتدريب طلاب علم الآثار والبحث والتنقيب في المواقع الأثرية في المغرب، بالتعاون مع المجتمع الدولي.
بالإضافة إلى ذلك، ساهمت حصار بن سليمان بجهود حثيثة في تدريب الجيل القادم من علماء الآثار المغاربة، وفي الحفاظ على التراث الثقافي للبلاد. كانت أستاذة لعلم الآثار وتاريخ الفن في جامعة محمد الخامس بالرباط، من عام 1978 إلى عام 1983. علاوة على ذلك، ارتفع عدد البرامج الأثرية في المغرب من 4 في عام 1975، إلى حوالي 40 عندما تقاعدت من منصبها كمديرة للمعهد الوطني للدراسات الأثرية في عام 2005، وأشرفت على تدريب أكثر من 200 متخصص شاب في مختلف مجالات علم الآثار.
كما أسست الجمعية المغربية للآثار والتراث (SMAP) التي ساهمت، من بين مبادرات أخرى، في التنقيب والحفاظ على المواقع الأثرية في ليكسوس و خديس. بالإضافة إلى ذلك، أشرفت من خلال الجمعية على نشر المجلة الأثرية Le Jardin des Hespérides من عام 2004 حتى عام 2015، عندما تقاعدت.
وفقًا لعالم الآثار المغربي عبد الجليل بوزوكار، المدير الحالي للمعهد الوطني للدراسات الأثرية، ساعدت حصار في تحرير علم الآثار المغربي من الفرضيات والتأويلات الاستعمارية التي سادت خلال فترة الحماية الفرنسية والإسبانية، وأدت أعمالها إلى إنشاء "مدرسة مغربية لعلم الآثار".

## وفاتها

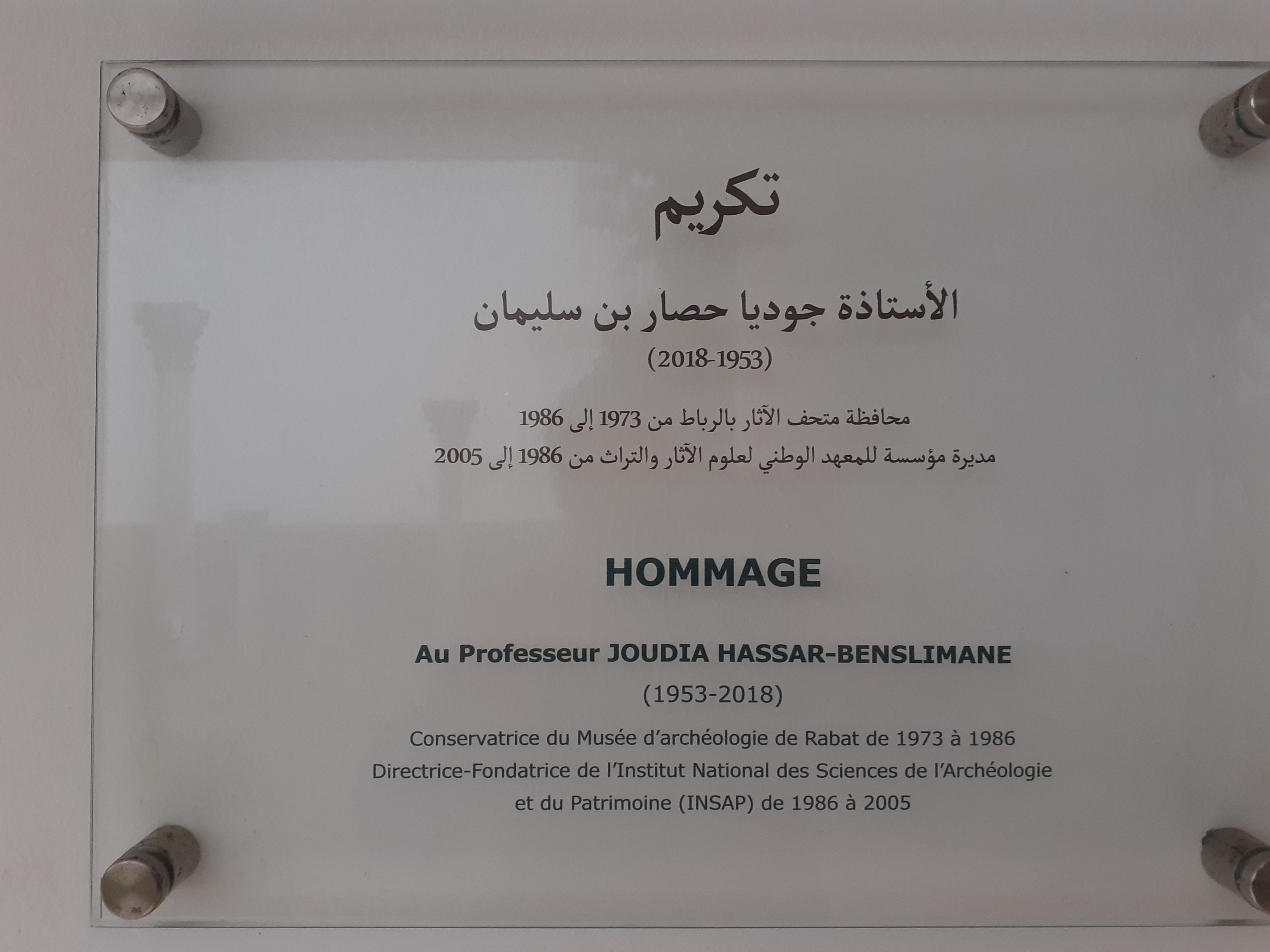
لوحة تذكارية تكريما لجوديا حصار بن سليمان في متحف التاريخ والحضارات

توفيت حصار بنسليمان، يوم الثلاثاء 22 مايو 2018، على الساعة الثالثة صباحا، بعد صراع طويل مع المرض. ودفنت في مقبرة حي الرياض بالرباط. في 13 أغسطس 2018، كشفت المؤسسة المغربية للمتاحف عن لوحة تذكارية تكريمية لجوديا حصار في متحف التاريخ والحضارات بالرباط، وأطلق اسمها على إحدى قاعاته.

## منشورات
من بين أعمال جوديا حصار بنسليمان البارزة: 
- Salé: étude architecturale de trois maisons traditionnelles, 1979[25]
- Archives familiales et architecture privée à Salé, Bulletin Archéologique du Comité des Travaux Historiques et Scientifiques. Fascicule B, Afrique du Nord. 1984.
- Tinmel: l'épopée Almohade, 1992
- Le passé de la ville de Salé dans tous ses États. Histoire, archéologie, archives, Paris: Maisonneuve et Larose, 1992.[26]
- L'archéologie islamique au Maroc et son apport à l'Histoire, Bulletins de l'Académie Royale de Belgique, 1993, pp. 457-468[27]
- Maroc, terre de lumière. Morocco, land of light, Joudia Hassar-Benslimane, Philippe Ploquin, and Françoise Peuriot. 1999
- La recherche archéologique au Maroc durant deux décennies, Actes des 1ères Journées Nationales d’Archéologie et du Patrimoine. Volume 1: Préhistoire: Rabat, 1-4 juillet 1998. 2001.